# Institut Valencià d'Investigacions Econòmiques
L'Institut Valencià d'Investigacions Econòmiques (Ivie) és un centre dedicat al desenvolupament i foment de la investigació econòmica i la projecció de la mateixa en l'àmbit nacional i internacional. Va ser creat el 1990 per la Generalitat Valenciana, encara que compta amb el suport d'algunes fundacions privades i bancàries, com CaixaBank, la Fundació BBVA, la Fundació Mediterráneo, Ford, la FUNCAS i la Fundació Cañada Blanch.

## Activitats de l'Ivie
En l'àmbit de la investigació econòmica, l'Ivie treballa en els següents camps:
- Realització de treballs i estudis, organització de congressos científics, emissió de publicacions especialitzades...
- Creació bancs de dades que milloren la informació econòmica.
- Promoció de la formació de personal investigador especialitzat i la consolidació d'equips d'especialistes, i assegura la continuïtat de línies de recerca econòmica d'interés general.
- Contribució a establir connexions entre el treball de recerca i les decisions dels agents econòmics.
- Oferiment d'informació i assistència tècnica sobre temes econòmics a les institucions i empreses públiques o privades que ho demanden.
- Foment de les relacions amb institucions científiques nacionals i estrangeres. Això promou el desenvolupament de xarxes de col·laboració.[3]

## Col·laboració
Per al desenvolupament de les seues investigacions, l'Ivie treballa en estreta col·laboració amb les universitats valencianes. Un grup de professors de la Universitat de València, la Universitat d'Alacant, la Universitat Jaume I i altres universitats dirigeixen els estudis i recerques de l'Institut, fet que garanteix amb el seu prestigi acadèmic la qualitat dels treballs desenvolupats.
El 2011, l'Ivie va crear la Fundació Ivie de la Comunitat Valenciana amb la finalitat de millorar la seua col·laboració amb l'entorn i ampliar les seues activitats. Dins d'aquesta línia d'actuació, des de 2013 l'Ivie és un institut de recerca adscrit a la Universitat de València.

## Projectes
L'Ivie ha desenvolupat durant els últims anys diverses línies de recerca, estructurades al voltant de temes diversos, com la capitalització i creixement; el capital humà, l'educació i l'ocupació; el capital social; la banca i les finances; l'Economia internacional i la competitivitat (EUKLEMS); el disseny i l'avaluació de polítiques públiques; estudis d'impacte econòmic; el finançament autonòmic; la contribució i el finançament de les universitats; estudis sectorials; la demografia i la immigració; la distribució de la renda; l'economia valenciana; així com la generació de bases de dades.